# Brit Awards 1994
14. ceremonia rozdania BRIT Awards, prestiżowych nagród wręczanych przez Brytyjski Przemysł Fonograficzny odbyła się 14 lutego 1994 roku. Wydarzenie to miało miejsce w Alexandra Palace w Londynie w Wielkiej Brytanii.

## Nominacje i zwycięzcy
| Brytyjski album roku | Producent roku |
| --- | --- |
| - Stereo MC’s – Connected - Dina Carroll – So Close - Jamiroquai – Emergency on Planet Earth - Sting – Ten Summoner’s Tales - Suede – Suede | - Brian Eno - Flood - M People - Nellee Hooper - Youth                                                                                    |
| Brytyjski utwór roku | Brytyjski teledysk roku |
| - Take That – "Pray" - Dina Carroll – "Don't Be a Stranger" - Paul Weller – "Wild Wood" - Radiohead – "Creep" - Suede – "Animal Nitrate"    | - Take That – "Pray" - David Bowie – "Jump They Say" - Depeche Mode – "I Feel You" - Pet Shop Boys – "Go West" - Sting – "Fields of Gold" |
| Najlepszy brytyjski artysta | Najlepsza brytyjska artystka |
| - Sting - Apache Indian - Paul Weller - Rod Stewart - Van Morrison                                                                          | - Dina Carroll - Beverley Craven - Gabrielle - PJ Harvey - Shara Nelson                                                                   |
| Najlepszy artysta międzynarodowy | Najlepsza artystka międzynarodowa |
| - Lenny Kravitz - Billy Joel - Meat Loaf - Neil Young - Terence Trent D'Arby                                                                | - Björk - Janet Jackson - Mariah Carey - Nanci Griffith - Tina Turner                                                                     |
| Najlepszy zespół międzynarodowy | Najlepszy nowy wykonawca międzynarodowy                                                                                                   |
| - Crowded House - Nirvana - Pearl Jam - Spin Doctors - U2                                                                                   | - Björk - 4 Non Blondes - Rage Against the Machine - Spin Doctors - SWV                                                                   |
| Najlepszy brytyjski artysta taneczny | Najlepsza ścieżka dźwiękowa |
| - M People - Apache Indian - Jamiroquai - The Shamen - Stereo MC’s                                                                          | - Bodyguard - Księga dżungli - Wściekłe psy - Bezsenność w Seattle - Tina                                                                 |